# Fernando de Gurrea y Aragón
Fernando de Gurrea y Aragón (Pedrola, 20 de abril de 1546 - Miranda de Ebro, 6 de noviembre de 1592) fue un noble aragonés. Era el segundo hijo de Martín de Gurrea y Aragón y Luisa de Borja. Fue el quinto duque de Villahermosa y conde de Ribagorza, títulos que heredó al morir su padre.

## Biografía
Siguió la carrera eclesiástica en su juventud, al contar con un hermano mayor, Juan de Gurrea y Aragón, V conde de Ribagorza. En esta faceta fue prior del monasterio de San Pedro de Caserras en la diócesis de Vic. La muerte de su hermano en abril de 1573, le convirtió en heredero de la casa ducal de Villahermosa y le hizo abandonar la carrera eclesiástica. Es en este momento cuando obtiene de Gregorio XIII que el priorato del monasterio de San Pedro de Caserras, se perpetuase a favor del colegio de Belén en Barcelona, regido por la Compañía de Jesús y que acababa de ser refundado por María Manrique de Lara.
En 1582 se casó con la noble bohemia Juana de Pernstein, hija del gran canciller del reino de Bohemia y dama de la corte de la hermana de Felipe II, la emperatriz María. Con este matrimonio se pensó que se aproximaría al duque a la influencia de la corte, mas, enemistado con la corona por la guerra de Ribagorza, se vio envuelto en las alteraciones de Zaragoza de 1591. Fue apresado por los oficiales reales y encarcelado y juzgado en Burgos. Murió repentinamente en el castillo de Miranda de Ebro.
Le sucedió su hermano Francisco de Aragón y Gurrea como sexto duque de Villahermosa, quién en  1591, al ceder el condado de Ribagorza a la corona, recibió a cambio el título de conde de Luna y en el reino de Valencia las encomiendas de Bexis y Castell de Castells, Terés y Teresa.

## Obras
Es conocido por ser autor de varios textos sobre la historia del condado de Ribagorza:
- Memorias sobre acontecimientos e inquietudes del condado de Ribagorza
- Relación de la forma de cómo los condes de Ribagorza prestan los homenajes y reciben la investidura de este condado
- Noticias históricas de la descendencia de la casa de Ribagorza a partir del año 813

| Predecesor: Martín de Gurrea y Aragón | Duque de Villahermosa 1581 - 1592 | Sucesor: Francisco de Gurrea y Aragón |
| Predecesor: Martín de Gurrea y Aragón | Conde de Ribagorza 1581 - 1592    | Sucesor: Francisco de Gurrea y Aragón |